# Arzana
Arzana település Olaszországban, Szardínia régióban, Ogliastra megyében. Lakosainak száma 2233 fő (2023. január 1.). Arzana Desulo, Gairo, Jerzu, Lanusei, Seulo, Villagrande Strisaili, Aritzo, Elini, Ilbono, Seui, Tortolì és Villaputzu községekkel határos.

## Népesség
A település népességének változása:
| Lakosok száma | 2431 | 2430 | 2233 |
|               | 2017 | 2018 | 2023 |